# Plocoglottis mindorensis
Plocoglottis mindorensis är en orkidéart som beskrevs av Oakes Ames. Plocoglottis mindorensis ingår i släktet Plocoglottis och familjen orkidéer.
Artens utbredningsområde är Filippinerna. Inga underarter finns listade i Catalogue of Life.